# Veronika Deseniška (opera)
Veronika Deseniška je opera v štirih dejanjih slovenskega skladatelja Danila Švare.
Skladatelj je priredil Župančičevo dramsko besedilo in po njem v letu 1939 napisal prvi del, v letih 1942-1943 pa še drugi del opere (po Tomićevem besedilu), za katero je značilno melodično izražanje, ki ga le tu in tam prekinejo recitativi. Krstna predstava je bila v ljubljanski operi 29. decembra leta 1946.

## Osebe
- Deseničan, graščak na Desenicah - bas
- Sida, njegova sestra - alt
- Veronika, njegova hči - sopran
- Herman, stari grof Celjski - bas
- Friderik, njegov sin - tenor
- Jelisava Frankopanska, Friderikova žena - alt
- Knez Blagaj - bariton
- Jošt, vitez Soteški - bariton
- Predsednik sodišča - bariton
- Katica, služkinja na Desenicah - sopran
- Brigita, Jelisavina dvornica - sopran
- Geta, Jelisavina dvornica - mezzosopran
- Erazem, Friderikov poveljnik - bas
- Komornik
- Klicar - bas
- Vojaki, ljudstvo, sodniki, rabelj, starke

## Vsebina
Dogaja se v 16. stoletju na Desenicah, v Krškem, na Ostrvici in v Celju.

### Prvo dejanje
Mladi grof Friderik se zaljubi v lepo Veroniko, ki ji izpove ljubezen in jo pošlje v krški grad kot pomočnico svoji ženi, da bi mu bila bliže.

### Drugo dejanje
Friderikova žena Jelisava kmalu spozna, da je med njenim možem in Veroniko ljubezensko razmerje. Friderik v tem dejanju umori svojo soprogo, da bi se lahko poročil z mlado Veroniko.

### Tretje dejanje
Friderik in Veronika se poročita, česar ne odobrava stari grof Herman, ki da Friderika zapreti, Veronika pa zbeži.

### Četrto dejanje
Herman obtoži Veroniko čarovništva, sodišče pa jo spozna za nedolžno in jo osvobodi. Herman jo da kljub temu umoriti, kar sproži val negodovanja med ljudstvom, ki kliče maščevanje nad morilca.